# Ermita de San Roque (Ademuz)
La ermita de San Roque era un templo situado en el Cerro de la Celadilla, en el municipio de Ademuz, frente a esta población pero en el lado opuesto del río Turia. Es Bien de Relevancia Local con identificador número 46.09.001-006.

## Historia
Se construyó a finales del siglo XVI o inicios del XVII, llegó a ser una de las ermitas más populares de la comarca. Hacia 1936 ya no tenía culto y siguió un proceso de degradación que llevó a su demolición en 1980 para construir una casa forestal. Pese a su desaparición, oficialmente está protegida como Bien de Relevancia Local. Con todo, alrededor de la ermita se consolidó uno de los barrios más populares de la villa, aunque separado de ella por el río Turia; incluso con alguna actividad económica como la alfarería de Manuel Camañas, que hasta la década de 1950 estuvo activa.

## Descripción
Construido a base de sillares robustos, estos le conferían un cierto aspecto fortificado. El edificio de la ermita era rectangular, de nave única con arcos diafragmáticos. Existían un púlpito y acornisamientos, elementos estos que perduraron hasta su demolición. En el exterior presentaba dos contrafuertes y ábside pentagonal. La puerta era de medio punto con grandes dovelas, flanqueasa a ambos lados por ventanas bajas y, a mayor altura, dotada de aspilleras. La cubierta era de teja, a dos aguas y con  poca pendiente.
Adosada al lado de la Epístola se encontraba la casa del ermitaño.